# تنه (فیلم ۱۹۷۳)
تنه (انگلیسی: Torso) فیلمی به کارگردانی سرجو مارتینو است که در سال ۱۹۷۳ منتشر شد. از بازیگران آن می‌توان به تینا امون، روبرتو بیزاکو و جان ریچاردسون اشاره کرد.